# Fritz Ewert
Fritz Ewert (ur. 9 lutego 1937 w Düsseldorfie, zm. 16 marca 1990 w Heimerzheim)– niemiecki piłkarz, występujący na pozycji bramkarza.
Ewert rozpoczął swoją karierę piłkarską w klubie TuRu 1880 Düsseldorf, zanim w 1957 roku przeniósł się do 1. FC Köln. Z zespołem 1. FC Köln dwukrotnie zdobył mistrzostwo RFN w latach 1962 i 1964, przyczyniając się do sukcesów klubu swoją solidną grą na pozycji bramkarza. W barwach 1. FC Köln rozegrał łącznie 174 mecze ligowe.
W latach 1959–1964 Ewert wystąpił w czterech meczach reprezentacji Republiki Federalnej Niemiec, choć nie zdobył bramki. Jego debiut w reprezentacji miał miejsce w 1959 roku, a ostatni występ zanotował w 1964 roku.